# Оулу
О̀улу (на фински: Oulu, на шведски: Uleåborg – Юлеобори) е град и община в централната част на Западна Финландия, център на провинция Оулу.
Основан е от шведския крал Карл IX на 8 август 1605 г.

## География
Разположен е на брега на Ботническия залив. Има население 139 579 души според преброяването през 2010 г.

## Спорт
Представителният футболен отбор на града е на клуб АК Оулу. Играл е в най-горните 2 нива на финландския футбол.

## Побратимени градове
|  | Държава  |  | Град       |
|  | Норвегия |  | Алта       |
|  | Русия    |  | Архангелск |
|  | Швеция   |  | Буден      |
|  | Германия |  | Леверкузен |
|  | Украйна  |  | Одеса      |
|  | Турция   |  | Бурса      |
|  | Унгария  |  | Шиофок     |
|  | -------- |  | ---------- |